# Filip Balaj
Filip Balaj (Zlaté Moravce, 2 agosto 1997) è un calciatore slovacco, attaccante del ViOn Z.M..

## Caratteristiche tecniche
È un centravanti.

## Carriera
Cresciuto nelle giovanili del Nitra, ha esordito in prima squadra il 4 aprile 2015 in occasione del match di campionato perso 1-0 contro il Tatran Prešov.
Nel gennaio 2018 è stato acquistato dallo Žilina.

## Statistiche

### Presenze e reti nei club
Statistiche aggiornate al 14 giugno 2018.
| Stagione        | Squadra         | Campionato      | Campionato | Campionato | Coppe nazionali | Coppe nazionali | Coppe nazionali | Coppe continentali | Coppe continentali | Coppe continentali | Altre coppe | Altre coppe | Altre coppe | Totale | Totale | Totale |
| Stagione        | Squadra         | Comp            | Pres       | Reti       | Comp            | Pres            | Reti            | Comp               | Pres               | Reti               | Comp        | Pres        | Reti        | Pres   | Reti   |        |
| --------------- | --------------- | --------------- | ---------- | ---------- | --------------- | --------------- | --------------- | ------------------ | ------------------ | ------------------ | ----------- | ----------- | ----------- | ------ | ------ | ------ |
| 2014-2015       | Nitra           | 1L              | 3          | 0          | CS              | 0               | 0               |                    | -                  | -                  |             | -           | -           | 3      | 0      |        |
| 2015-2016       | Nitra           | 1L              | 18         | 6          | CS              | 0               | 0               |                    | -                  | -                  |             | -           | -           | 18     | 6      |        |
| 2016-2017       | Nitra           | 1L              | 30         | 20         | CS              | 2               | 1               |                    | -                  | -                  |             | -           | -           | 32     | 21     |        |
| 2017-gen. 2018  | Nitra           | SL              | 19         | 6          | CS              | 2               | 1               |                    | -                  | -                  |             | -           | -           | 21     | 7      |        |
| Totale Nitra    | Totale Nitra    | Totale Nitra    | 70         | 32         |                 | 4               | 2               |                    | -                  | -                  |             | -           | -           | 74     | 34     |        |
| gen.-giu. 2018  | Žilina II       | 1L              | 6          | 2          |                 | -               | -               |                    | -                  | -                  |             | -           | -           | 6      | 2      |        |
| gen.-giu. 2018  | Žilina          | SL              | 13         | 0          | CS              | 3               | 0               |                    | -                  | -                  |             | -           | -           | 16     | 0      |        |
| Totale carriera | Totale carriera | Totale carriera | 89         | 34         |                 | 7               | 2               |                    | -                  | -                  |             | -           | -           | 96     | 36     |        |